# Topskat
Topskatten er en del af det danske indkomstskattesystem. Det er en skat på 15 %, som betales af indkomst, der overstiger 588.900 kr efter fradrag af arbejdsmarkedsbidrag (8 %) (i 2024). For kapitalindkomst som renteindtægter er den effektive topskattesats dog kun ca. 5 %. I indkomståret 2024 forventer Skatteministeriet, at 572.000 personer eller knap 11 % af alle skatteydere vil betale topskat.
Ifølge en politisk aftale indgået i december 2023 vil den hidtidige topskat på 15 % fra 2026 blive afløst af et system med en ny mellemskat på 7½ % for indkomster på det hidtidige topskatteniveau, en ny topskat på yderligere 7½ % for højere indkomster, og en ekstra topskat (en såkaldt top-topskat) på 5 % for de allerhøjeste indkomster.
Samtidig med, at topskatten er et navn på en specifik dansk skat, har man også i de fleste andre vestlige lande en særlig høj indkomstbeskatning af topindkomster. Efter at topindkomsterne i USA og mange andre lande er vokset betydelig hurtigere end de almindelige indkomster i de senere årtier, har det i både USA og andre lande medført en debat blandt økonomer og i offentligheden om beskatningens rolle i denne udvikling, og hvor det optimale niveau for beskatning af topindkomster ligger.

## Historie
Navnet topskat blev indført ved skattereformen, der blev vedtaget af Folketinget i 1993 med ikrafttrædelse fra indkomståret 1994. Skatten afløste sammen med bund- og mellemskatten et tilsvarende tidligere system af progressive statsskatter. Topskattesatsen blev med skattereformen fastsat til 12½ % i 1994, 13½ % i 1995 og 15 % i 1996. På dette niveau har den ligget siden. I 1994 betaltes topskatten af al indkomst (efter arbejdsmarkedsbidrag) over 234.000 kr. om året. Topskattegrænsen er siden steget i de fleste år, dels på grund af de almindelige regler for årlige justeringer af skattegrænser, og dels som følge af ekstraordinære forhøjelser som følge af skattereformerne vedtaget i henholdsvis 2009 og 2012, der blev indfaset i perioden frem til 2022. Selve topskattesatsen er som nævnt ikke blevet ændret i løbet af de mange øvrige ændringer af indkomstskattesystemet siden 1996. Med skattereformen vedtaget i 2009 blev imidlertid mellemskatten, hvis bundgrænse på det tidspunkt var blevet hævet, så den var identisk med topskattegrænsen, afskaffet, hvorved topskatteydernes marginalskat faldt med 6 % fra 2010.
I 2024 betaler man topskat for den indkomst, der overstiger 588.900 kr. Topskatteprocenten reduceres, hvis "det skrå skatteloft" på 52,07 % (i 2024, eksklusive arbejdsmarkedsbidrag) ellers ville blive overskredet (se Indkomstskat).
For kapitalindkomst som renteindtægter og lignende blev indført et særligt skatteloft med skattereformen i 2009, sådan at topskatteydere højst kan betale 42 % i alt af sådanne indtægter. Da kommune- og bundskat tilsammen giver en beskatning på ca. 37 % for en gennemsnitlig skatteyder, afhængigt af hvilken kommune man bor i, er den effektive topskattesats på kapitalindkomster derfor kun ca. 5 %.

## Antal topskatteydere og statens provenu
Ved topskattens indførelse i 1994 var der 616.000 personer, der betalte topskat, hvilket svarede til 14 % af alle skattepligtige danskere. Derefter steg andelen i de følgende år til et toppunkt på 21 % i 2008. Med den ekstraordinære forhøjelse af grænsen i 2010 faldt andelen samme år til 13 %, og siden faldt den yderligere til 10 % i 2018. I 2024 forventes der at være 572.000 topskatteydere svarende til knap 11 % af alle skatteyderne.
Tilsvarende er statens provenu fra topskatten faldet fra at udgøre 19,3 mia. kr. i 2008 til 15,1 mia. kr. i 2014, hvorefter det igen er steget til anslået knap 22 mia. kr. i 2022.

## Ny skattereform i 2023
I december 2023 indgik Regeringen Mette Frederiksen II en bred aftale med Danmarksdemokraterne, Konservative Folkeparti, Radikale Venstre og Nye Borgerlige om en ny skattereform. Skattereformen indebærer bl.a., at den nuværende topskat på 15 pct. fra 2026 vil blive afløst af en ny mellemskat på 7,5 pct. for indkomster over 618.400 kr. og en ny topskat på yderligere 7,5 pct. for indkomster over 750.000 kr. (begge beløb i 2023-niveau før arbejdsmarkedsbidrag). I praksis betyder det altså, at topskatten bliver halveret for indkomst i intervallet mellem de to indkomstniveauer. Endelig indføres ligeledes fra 2026 en ny eksta topskat – en såkaldt top-topskat – på 5 % for indkomst over 2,5 mio. kr. før AM-bidrag.

## Afvejning mellem fordelings- og effektivitetshensyn
Topskatten udgør et markant element i det danske progressive skattesystem. Samtidig øger topskatten marginalskatteprocenten for de grupper, som betaler topskat. Dermed antages den normalt at skabe en samfundsøkonomisk forvridning ved at formindske arbejdsudbuddet. Nyere forskning har dog peget på, at der også kan være positive samfundsøkonomiske virkninger ved en høj beskatning af topindkomster, jf. nedenfor. Dermed er diskussioner om ændringer i topskatten et kerneeksempel på spørgsmålet om skattesystemets påvirkning af befolkningens adfærd på forskellige måder, og afvejninger mellem fordelings- og efficienshensyn, der er et klassisk tema i skattepolitik både i Danmark og internationalt (se skat, marginalskat og marginalindkomst).

## International debat om beskatning af topindkomster
I USA og en række andre lande har der været stigende indkomstforskelle i de seneste årtier. Især er de allerhøjeste indkomster steget hurtigere end befolkningens samlede indtægter, sådan at eksempelvis den procent af befolkningen, der tjener mest, nu står for over 20 % af den samlede indkomst mod under 10 % i 1970'erne. Det har ført til en omfattende debat, både i offentligheden og blandt fagøkonomer, om det optimale niveau for beskatning af topindkomster. I 2011 udgav Nobelpristageren i økonomi Peter Diamond og Emmanuel Saez, professor i økonomi ved University of California, Berkeley en artikel, der argumenterede for, at den optimale marginalskat for de højeste indkomster i USA var på 73 % i stedet for de 42,5 %, som var den officielle sats på det pågældende tidspunkt. Artiklen vakte stor opmærksomhed i den amerikanske offentlighed.
Beskatningen af topindkomster kan påvirke skatteydernes adfærd på tre måder: Dels ved at ændre deres arbejdsudbud, dels ved at give dem en tilskyndelse til at omgå skattebetalingen, f.eks. ved at få indkomsten udbetalt i lavt- eller ubeskattede værdier, og dels ved at påvirke selve den måde, løndannelsen for meget højtbetalte lønmodtagere som direktører i større selskaber foregår på. Denne kan opfattes som resultatet af en forhandlingsproces, hvor begge parter bedriver rent-seeking. Da en høj topskat formindsker gevinsten herved, vil den virke dæmpende på sådanne rent-seeking-aktiviteter. De tre økonomiprofessorer Thomas Piketty, Emmanuel Saez og Stefanie Stantcheva demonstrerede i en videnskabelig artikel i 2014, hvordan det optimale niveau for topskatten vil afhænge af vigtigheden af hver af de tre effekter. Med deres bud på følsomheden af hver af de tre adfærdsændringer kom de frem til optimale skattesatser for topindkomster i USA på mellem 62 og 83 %.
I et indlæg i New York Times i januar 2019 argumenterede Emmanuel Saez og Gabriel Zucman for, at høje topskattesatser desuden kan have en demokratisk funktion ved at forhindre en ekstrem formuekoncentration, som igen kan resultere i en ekstrem koncentration af økonomisk og politisk magt. De brugte Japan efter 2. verdenskrig og Rusland efter kommunismens sammenbrud i 1991 som eksempler: I Japan indførte man en høj topskat for at forhindre dannelsen af et nyt økonomisk oligarki efter sammenbruddet af det gamle styre. I Rusland indførte man omvendt en meget lav beskatning af topindkomster, hvilket efter forfatternes mening var medvirkende til den ustabile økonomiske og politiske udvikling i Rusland, mens Japans udvikling efter 1945 var en økonomisk succeshistorie.